# Influence du Comité judiciaire du Conseil privé du Royaume-Uni sur le Canada
L'influence du Comité judiciaire du Conseil privé du Royaume-Uni sur le Canada s'est faite de différentes façons.
Par sa fonction en tant que tribunal de dernière instance pour le Canada jusqu'au milieu du XXe siècle, et donc par sa fonction d'interprétation judiciaire de la constitution canadienne de 1867, le Comité Judiciaire du Conseil Privé s'est trouvé à exercer une influence non négligeable sur l'évolution du fédéralisme canadien au cours de cette période, notamment en arbitrant l'équilibre des pouvoirs au sein de la fédération entre l'État fédéral et les États provinciaux fédérés.

## Histoire
Étant un territoire britannique, le Canada est sous la juridiction du Conseil privé de Londres par le Judicial Committee Act de 1833.  Le Comité agit comme plus haute cour d’appel au Canada dans certaines affaires. Bien que créé en 1833 par cette loi, le Comité judiciaire n'est investi de la compétence de tous les tribunaux des colonies britanniques qu’en 1844. En 1933, la Cour suprême du Canada devient la dernière instance judiciaire dans les affaires criminelles et en 1949, elle a complètement supplanté l'autorité du Comité judiciaire dans toutes les autres affaires.
À partir de 1833, des juges venant des territoires britanniques d’outre-mer sont ajoutés au comité judiciaire. C’est sous la forme de rapports au souverain britannique que les jugements de ce comité sont rendus et celui-ci peut à tout moment, renvoyer une question au comité. Au début du XXe siècle, étant donné la grandeur du territoire britannique de l’époque, presque le quart de la planète peut être entendu par cette cour.  Avec le XXe siècle vient aussi le désir d’une plus grande autonomie politique et judiciaire des anciennes colonies de l’Empire britannique et des pays du Commonwealth. Une loi du Parlement de Londres de 1931 permet aux dominions d’abolir le droit d’appel du Conseil Privé. Le premier pays à abolir cette instance sera l’Irlande en 1933 suivi de presque la totalité des autres dominions dans les décennies qui suivront . En 2021, il reste 27 pays (territoires d’outre-mer, territoires de bases militaires souverains ou dépendances royales) étant toujours sous la juridiction de ce Comité.
En 1875 Le Canada a créé la Cour suprême du Canada. Le Parlement du Canada tenta alors de supprimer les appels au Conseil Privé en matière pénale. Mais le Conseil Privé jugea que cela aurait eu l'effet d'abroger la législation de l'Empire britannique, ce que le Parlement du Canada n'avait pas le pouvoir de faire. En 1931, en conséquence du Statut de Westminster, qui accordait la souveraineté complète aux dominions, tout obstacle à la suppression des appels au Conseil Privé était levé. Le Parlement canadien supprima les appels au Conseil Privé en matière pénale en 1933, puis les appels au Conseil Privé en matière civile en 1949, faisant ainsi de la Cour suprême du Canada le tribunal de dernière instance. Les causes commencées avant 1949 étaient toutefois autorisées à se pourvoir jusqu'en appel au Conseil Privé, si bien que la dernière cause canadienne à être jugée par le Conseil Privé le sera en 1959.

## Jugements
Les affaires entendues par la plus haute Cour de l’époque concernaient des sujets divers. Par exemple, le droit des femmes, le droit à l'éducation des minorités catholiques et francophones, le commerce, l’union des provinces pour former un seul et même pays, etc.
| Nom de la cause                                                                 | Référence                     | Sujet |
| ------------------------------------------------------------------------------- | ----------------------------- | --- |
| Maher v. Town Council of Portland                                               | London Times, 18 juillet 1874 | Constitutionnalité d'une loi du Nouveau-Brunswick                                                                   |
| Affaire Guibord                                                                 | (1875)                        | |
| Citizen's Insurance Co. v. Parsons                                              | (1881-1882) 7 A.C. 96         | Disposition de la constitution sur les échanges et le commerce                                                      |
| Russell c. La Reine                                                             | (1881-1882) 7 A.C. 829        | Théorie constitutionnelle des dimensions « nationales », « la paix, l'ordre et le bon gouvernement »                |
| McLaren v. Caldwell                                                             | (1883)                        | re. pouvoirs du gouvernement canadien                                                                               |
| Hodge c. La Reine                                                               | (1883-1884) 9 A.C. 117        | Affirmation de la souveraineté législative des provinces canadiennes et doctrine constitutionnelle du double aspect |
| Bank of Toronto v. Lambe                                                        | (1887) 12 A.C. 575            | Réaffirmation du principe de la souveraineté des provinces canadiennes                                              |
| The Trustees, Executor and Agency Co. v. Short                                  | (1888) 58 L.J.P.C. 4          | |
| St. Catherines Milling & Lumber Co. v. The Queen                                | (1888) 14 A.C. 46             | Compétence législative à l'égard des autochtones et théorie constitutionnelle du champ libre                        |
| 1888 - suspension des appels du Canada en matière pénale                        |                               | |
| Gibbs v. Messer                                                                 | (1891)                        | |
| Liquidators of the Maritime Bank of Canada v. Receiver-General of New Brunswick | (1892) A.C. 437               | Les provinces du Canada sont souveraines dans leurs compétences législatives                                        |
| Makin v. Attorney General for New South Wales                                   | (1894)                        | Preuve de fait similaire                                                                                            |
| Attorney-General for Ontario v. Attorney-General for the Dominion               | (1896) A.C. 348               | Théorie constitutionnelle des dimensions « nationales »                                                             |
| Union Colliery Co. of British Columbia v. Bryden                                | (1899) A.C. 580               | |
| Cunningham v. Homma                                                             | [1903] A.C. 151               | Validité d'une loi interdisant le droit de vote                                                                     |
| Attorney-General for Ontario v. Attorney-General of Canada (Reference Appeal)   | [1912] A.C. 571               | |
| Royal Bank of Canada v. The King                                                | [1913] A.C. 283               | |
| Canada v. Alberta                                                               | [1922] 1 A.C. 191             | |
| Fort Frances Pulp and Paper v. Manitoba Free Press                              | (1923) A.C. 695               | Doctrine constitutionnelle de l'urgence                                                                             |
| Brooks-Bidlake and Whittall Limited v. Attorney-General for British Columbia    | [1923] A.C. 450               | |
| Toronto Electric Commissioners v. Snider                                        | [1925] A.C. 396               | |
| Nadan v. The King                                                               | [1926] A.C. 482               | Inconstitionnalité de l'abolition des appels au Conseil Privé                                                       |
| 1926 - permission des appels du Canada en matière pénale                        |                               | |
| Edwards v. Canada (Attorney General)                                            | [1930] A.C. 124               | Droit des femmes de siéger au Sénat                                                                                 |
| Proprietary Articles Trade Association v. Attorney General of Canada            | [1931] A.C. 310               | |
| In re Regulation and Control of Aeronautics in Canada                           | [1932] A.C. 54                | |
| In re Regulation and Control of Radio Communication in Canada                   | [1932] A.C. 304               | |
| 1933 - fin des appels du Canada en matière pénale                               |                               | |

## Influence sur le fédéralisme canadien
Malgré plusieurs jugements d'importances qui ont eu un impact sur la jurisprudence canadienne, le Conseil privé a eu un rôle controversé dans le fédéralisme canadien. En effet, pour plusieurs fédéralistes, son rôle de plus haute cour d'appel au Canada aurait dû prendre fin avec la création de la Cour suprême en 1875. Son pouvoir de revenir sur des jugements émis par celle-ci aurait eu comme impact de fragiliser la fédération canadienne. Les décisions de la Cour suprême, des politiciens et des juges de l'époque  étaient prises pour solidifier une confédération (1867) jeune et fragile. Pour ceux-ci, le pouvoir central canadien doit être en mesure de construire une économie forte et de prendre des décisions politiques et économiques pour l'ensemble du pays. Le Conseil judiciaire du Conseil privé de Londres voit les choses autrement. Son interprétation de la séparation des pouvoirs entre le fédéral et les provinces a de quoi ravir les défenseurs de l'égalité entre les provinces et Ottawa.
Étant donné que les tribunaux des provinces avaient aussi le droit de faire appel au Comité judiciaire, celles-ci ont utilisé ce droit afin de faire valoir leurs droits contre Ottawa. Le Comité ayant souvent rendu jugement en faveur des pouvoirs provinciaux, ces décisions allaient à l'encontre des intentions centralisatrices des politiciens fédéralistes de l'époque.
De par sa réalité historique, la jurisprudence démontre la faiblesse des lois et des structures juridiques canadiennes.  La lutte entre la Cour suprême canadienne et le Comité judiciaire du Conseil privé de Londres montre deux conceptions du fédéralisme. La centralisation des pouvoirs au niveau fédéral ou un plus grand partage des pouvoirs avec les pouvoirs provinciaux.
Le Comité judiciaire a eu un impact des plus importants sur le fédéralisme canadien. Il a favorisé les pouvoirs provinciaux dans plusieurs de ses jugements. Son interprétation extensive de l'article 92 de la Loi constitutionnelle de 1867 en est un exemple. Cette interprétation invalide certains aspects de l'article 91 de la Loi constitutionnelle qui donnaient des pouvoirs supplémentaires aux instances fédérales. Les décisions du Conseil judiciaire du Conseil privé de Londres ont eu comme effet de diminuer la compétence fédérale  en faveur de la compétence des différentes provinces.
Avec la Loi constitutionnelle de 1867, la Grande-Bretagne autorise le Parlement fédéral canadien nouvellement formé à créer une cour générale d’appel pour le Canada. Ce n’est que quelques années plus tard que la Cour Suprême canadienne est créé, soit en 1875. Par contre, les décisions de cette dernière peuvent être susceptibles d’appels devant le Comité judiciaire du Conseil privé jusqu’en 1933 (des suites du Traité de Westminster) en matière de droit criminel et jusqu’en 1949 en matière de droit civil.  
Avec la création de la Cour suprême canadienne (1875), le ministre de la justice de l’époque Edward Blake,  essaie d’abolir les appels au Comité judiciaire. Par contre, une décision de celui-ci en 1926 juge inconstitutionnelle cette décision, car elle s’appuie sur une loi canadienne qui entre en conflit avec la loi britannique de 1844. Cette loi étend le pouvoir du comité judiciaire du Conseil privé au Canada.